# اس‌اس پولیتیکین
اس‌اس پولیتیکین (به انگلیسی: SS Politician) یک کشتی بود که طول آن ۴۵۰ فوت ۶ اینچ (۱۳۷٫۳۱ متر) بود.